# Aius Locutius

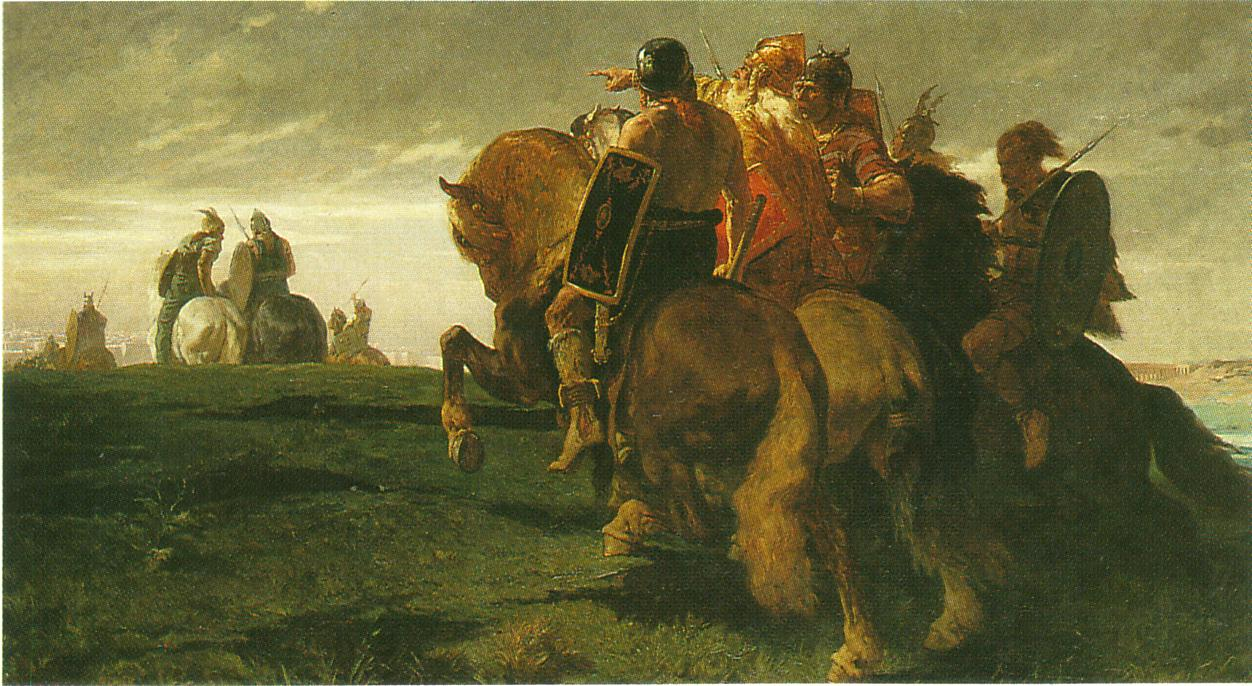
Artistieke interpretatie van de nadering van de Galliërs. Evariste-Vital Luminais, Gaulois en vue de Rome (1871). Musée des beaux-arts de Nancy

Aius Locutius, "de zegger en spreker", was een numen in de Romeinse godsdienst.
Toen in het jaar 364 AUC (390 v.Chr.), kort voor de inval van de Galliërs op de via nova in Rome een stem werd gehoord, die hun nadering verkondigde, sloegen de Romeinen daarop geen acht. Nadat de Galliërs overwonnen waren, werd in die straat teneinde dit verzuim goed te maken een tempel voor Aius Locutius opgericht.